# NEC山形サッカー部
NEC山形サッカー部（エヌ・イー・シーやまがたサッカーぶ）は、かつて存在した日本のサッカークラブ。山形日本電気（NEC山形、現在のソニーセミコンダクタマニュファクチャリング山形テクノロジーセンター）のサッカー部として1984年に創部し、1996年から1998年まではアマチュア組織のままでチーム名を「モンテディオ山形」と呼称した。日本プロサッカーリーグ（Jリーグ）に加盟するモンテディオ山形の前身となったクラブである。

## 歴史

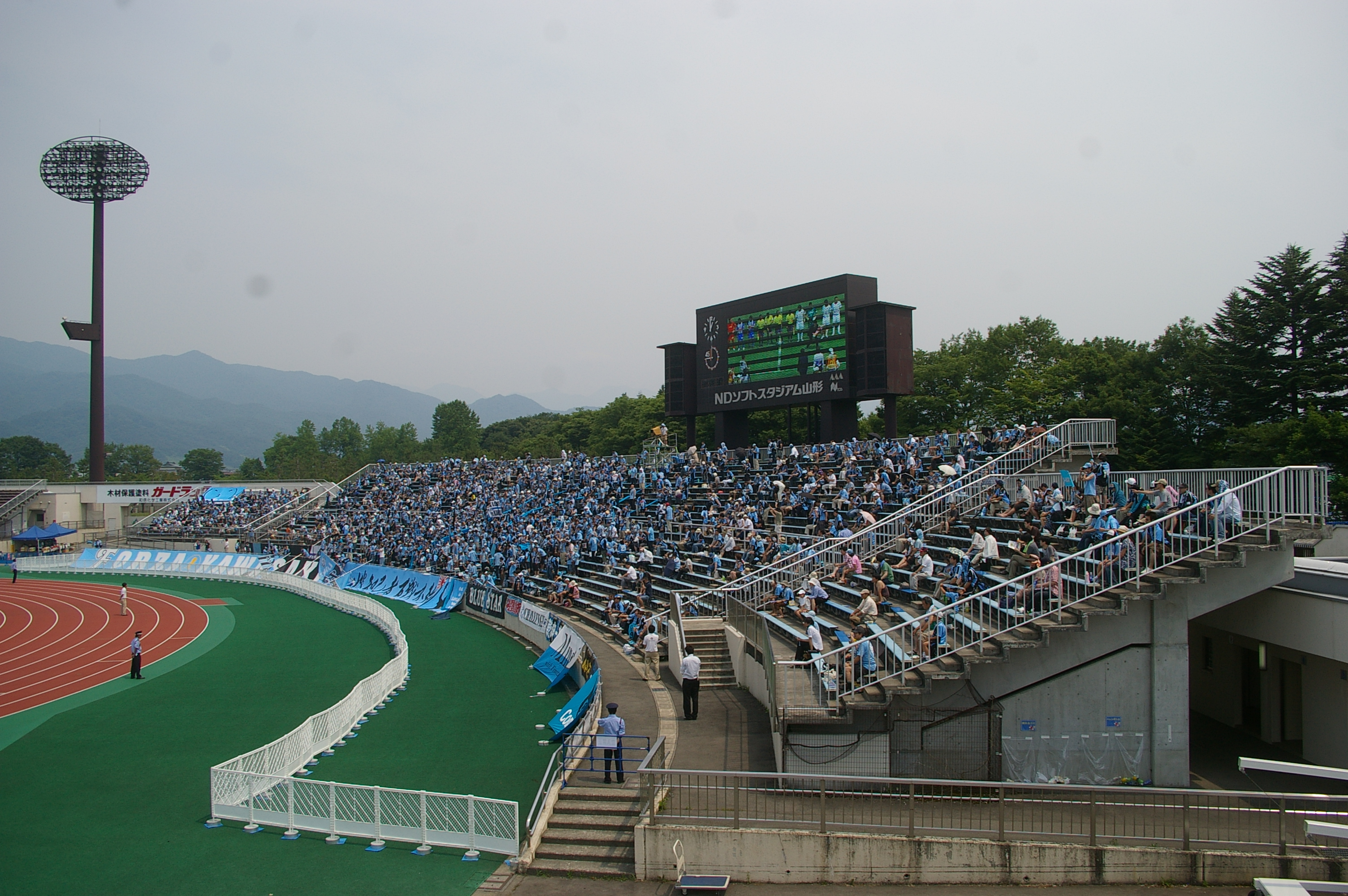
べにばな国体のメイン会場にもなったNEC山形サッカー部の本拠地・山形県総合運動公園陸上競技場

### 1984年
山形日本電気の鶴岡工場内で創部された「NEC山形サッカー同好会」として発足した。

### 1985年
鶴岡地区5部リーグ優勝。

### 1986年
鶴岡地区4部リーグ優勝。

### 1987年
鶴岡地区3部リーグ優勝。
1992年に開催される第47回国民体育大会（べにばな国体）のサッカー競技承引企業に指定された。

### 1988年
鶴岡地区2部リーグ優勝。
鈴木克美他3名の強化選手を採用するなど、本格的な強化が始まった。

### 1989年
この年に発足した山形県社会人サッカーリーグを7勝0敗1分で優勝した。東北社会人サッカーリーグチャレンジマッチで秋商クラブ（秋田県代表）に1‐0、東北電力（宮城県代表、現ベガルタ仙台）に2‐0で勝利し、入替戦に進出。入替戦では呉羽化学（福島県）に庄司正樹、会田健洋のゴールで2‐1で勝利し、東北リーグ昇格を決めた。
この年から大学出身強化選手の採用が本格化したほか、特別コーチとして山本昌邦を招へいした。

### 1990年
初参加となった東北リーグでは、当時リーグ2連覇中のTDK（現ブラウブリッツ秋田）などが所属していたが、12勝0敗2分、得失点差+36の成績で初出場初優勝を飾り、JFL（ジャパンフットボールリーグ）昇格をかけて戦う全国地域サッカーリーグ決勝大会（地決）に初めて参加した。初戦の新日鉄室蘭には6‐0で大勝するも東京ガス（現FC東京）に後半終了間際の失点で0‐1で敗れ、1勝1敗の成績で1次ラウンド敗退となった。また、天皇杯全日本サッカー選手権大会の東北予選を突破して本戦へ初めて出場したが、1回戦でJSL所属の全日空サッカークラブに0‐3で敗れた。

### 1991年
本拠地を鶴岡市から山形市に移転。
東北リーグは14勝0敗0分、得失点差＋62の成績で2位の東北電力に勝ち点8差を付けて2連覇。初出場となった地元開催の全国社会人サッカー選手権大会（全社）は準々決勝でPJMフューチャーズに敗北するがベスト8の成績を残した。地決の1次ラウンドでは日産FCファームに1‐1で引き分け、アンフィニ札幌に2‐0で勝利し1勝1分の成績で日産FCファームと並び同率1位となり、再試合で日産FCファームに1‐0で勝利し、1次ラウンドを突破した。決勝ラウンドでは西濃運輸に1‐1で引き分け、大阪体大蹴鞠団に1‐1で引き分け、最終戦に勝利すればJFL昇格の条件となる2位以内が決定したが、大阪ガスに1‐2で敗戦した。結果的に0勝2分1敗で4チーム中4位に終わり、JFL昇格を逃した。また、天皇杯本戦に2年連続出場したが、1回戦で国士舘大学にPK戦の末敗れた。

### 1992年
ジョンミョンギ、ジョンギョングの韓国人プロ契約選手2名を採用した。
東北リーグは11勝1敗2分、得失点差＋37の成績で2位の東北電力に勝ち点5差を付けて3連覇。地決は1次ラウンドを北海道電力に6‐0、本田技研工業狭山に3‐1で連勝し、決勝ラウンドに進出。決勝ラウンドでは、初戦のトヨタ自動車東富士に2‐2で引き分け、2戦目のセントラルSC神戸に1‐0勝利し、前年に引き続き最終戦に勝利すればJFL昇格の条件となる2位以内が決定したが、最終戦のPJMに1‐4で敗戦、1勝1敗1分の成績となり、惜しくも4チーム中3位となり3年連続でJFL昇格を逃す。天皇杯本戦には3年連続出場したが、1回戦でJFL所属の本田技研工業に0‐1で敗れた。なお、地元開催となったべにばな国体は成年1部で6位に入賞した。

### 1993年
本街直樹他1名の日本人プロ契約選手の採用を開始した。
東北リーグは13勝0敗1分、得失点差＋62の成績で2位の東北電力に勝ち点3差を付けて4連覇。2年ぶり2回目の出場となった全社は2回戦で藤枝市役所にPK戦の末敗れた。地決は1次ラウンドで北海道電力に3‐3で引き分け、大阪ガスに2‐0で勝利し1勝1分の成績で突破。決勝ラウンドは初戦の東亜建設工業に3‐0で勝利、2戦目の日本電装（現FC刈谷）に0‐1で敗戦したが、最終戦のジャトコに0‐0で引き分け、1勝1分1敗の成績で4チーム中2位となった。例年、決勝ラウンドの上位2チームがJFLに自動昇格するところ、この年はJFL再編成のため、入替戦が実施されることになった。入替戦ではJFL2部8位の西濃運輸に0‐1で敗れたが、当時JFL2部に所属していたトヨタ自動車東富士がJFLを脱退することになったため、敗者復活戦で最後の1枠をかけて日本電装と対戦した。当初、敗者復活戦は西濃運輸戦翌日の1994年2月12日に開催される予定だったが、降雪のため延期となり、1994年2月17日に国立西が丘サッカー場から藤枝市民グラウンドに会場が変更されて開催された。日本電装に2‐0で勝利して、4度目の地決挑戦でついにJFL昇格を果たした。JFL昇格は東北地方に本拠地を置くクラブとして初めてのことであった。

### 1994年
高橋健二がプロ契約選手として採用され、山形県出身選手として最初のプロ契約選手となった。また、ブラジル人プロ契約選手2名（マルシオ、ベット）も採用された。
JFL初年度となったこの年は全国リーグのレベルの高さに苦戦し、10勝20敗の成績で16チーム中13位となった。エースの広沢憲二が8得点、山田信秀が7得点と活躍した。6月9日に行われた第13節の柏レイソルとのホームゲームには平日にもかかわらず、入場者数は15,835人を記録した。なお、当時山形県内にはナイター設備を持つ競技場がなかったことから柏レイソル戦を含めて4試合を山形県野球場で開催した。2年ぶりに天皇杯本戦に出場し、初めてJリーグクラブと対戦が実現したが、1回戦で名古屋グランパスエイトに2‐3で敗れた。
NEC山形から地域密着クラブチーム化の要請があり、検討を開始する。

### 1995年
石崎信弘が監督に就任。JFLでは13勝17敗の成績で16チーム中10位となった。この年加入したアンジェロが得点ランキング5位タイとなる16得点を挙げ、広沢憲二は9得点を記録した。

### 1996年
将来のJリーグ昇格に向けた地域密着化に伴い、「NEC山形」からチームの名称変更を実施する事になった。2月23日、県民投票（投票総数1,570票）の結果、「モンテディオ山形」、「オラクロス山形」、「ヴァーテクス山形」、「アルテリア山形」、「山形セレノール」という5つの名称候補の中から最多の490票を獲得した「モンテディオ山形」に決定し、アマチュアチームのままチーム名をモンテディオ山形へ改称し、同時にチームロゴマークを発表した。Jリーグ加盟に向け、9月9日、山形県サッカー協会・モンテディオ山形後援会・NEC山形による「モンテディオ山形法人設立準備室」が設置され、法人化に向けた準備を開始する。
JFLでは16勝14敗の成績で16チーム中8位となり、昇格3年目にして初めて勝ち越した。アンジェロが13得点、アウドロが8得点を記録した。天皇杯にはJFLシードとして2年ぶりに本戦出場したが、3回戦でガンバ大阪に敗れた。

### 1997年
4月を目標にJ2参入条件の一つである法人設立を目指していたが、行政・NEC山形以外の出資企業が現れないため難航した。NEC山形は、法人化が実現しなかった場合の当年限りのJFL撤退を表明（ただし、ユニフォームのスポンサー協賛は継続）し、山形県内の企業に法人化に向けた支援を求めた。その後、後の山形県副知事ならびに山形県スポーツ振興21世紀協会理事長となる山形県教育長の金森義弘が積極的な行政支援を表明し、法人設立に向けての活動が促進され、5月29日にNEC山形、山形県サッカー協会、モンテディオ山形後援会の三者連名でJリーグへJ2参加を申請した。9月29日、モンテディオ山形法人設立準備室は運営母体を社団法人としてクラブを運営するとした。12月11日、日本サッカー協会理事会において、チーム法人化の条件付きでJ2参加が承認された。
JFLでは19勝11敗の成績で16チーム中5位となり、最高成績を更新。アンジェロが得点ランキング3位タイとなる19得点を挙げ、マルキーニョは8得点を記録した。天皇杯では3回戦でサンフレッチェ広島に敗れた。3シーズンで48ゴールと活躍したアンジェロはこの年で退団した。

### 1998年
1月19日、社団法人山形県スポーツ振興21世紀協会が設立され、2月に旧山形県職員研修所ビル内にて運営開始した。3月27日、日本サッカー協会理事会において、J2参加が正式承認された。10月19日、事務所を山形県スポーツ会館内に移転した。11月3日、公募によりチームエンブレムを制作発表した。
この年から選手全員がプロ契約となった。ユースチームも発足し、初代監督には手倉森浩が就任した。
JFLでは開幕から6連勝するなど好調を維持し、前半戦を14勝1敗（1敗はPK負け）の首位で折り返した。第17節終了時には2位との勝点差8となり首位を独走するが、徐々に失速し第23節で川崎フロンターレに首位を明け渡した。最終的には22勝8敗で3位となり、JFL歴代最高成績となった。この年、清水エスパルスから期限付き移籍で加入した佐藤由紀彦が14得点の活躍で新人王とベストイレブンに選出された。その他、塩川岳人が11得点、真下佐登史が8得点、高橋健二が8得点、庄司孝が7得点を記録し、5選手が7得点以上を記録するなど30試合で69得点と攻撃力が光った。また、若松大樹はDFながら6得点を記録し、ベストイレブンに選出された。天皇杯では3回戦でガンバ大阪と対戦し、庄司孝の2得点で2‐1で勝利し、公式戦でJリーグクラブから初勝利を挙げた。4回戦では名古屋グランパスエイトに2-3で惜敗した。

## 成績
| 年度 | 所属        | 順位     | 勝点     | 試合     | 勝利     | 引分     | 敗戦     | 天皇杯             | 全社               | 監督     |
| ---- | ----------- | -------- | -------- | -------- | -------- | -------- | -------- | ------------------ | ------------------ | -------- |
| 1984 | 該当なし    | 該当なし | 該当なし | 該当なし | 該当なし | 該当なし | 該当なし | 該当なし           |                    | 加藤勝一 |
| 1985 | 鶴岡地区5部 | 優勝     |          |          |          |          |          | -                  |                    | 加藤勝一 |
| 1986 | 鶴岡地区4部 | 優勝     |          |          |          |          |          | -                  |                    | 加藤勝一 |
| 1987 | 鶴岡地区3部 | 優勝     |          |          |          |          |          | -                  |                    | 加藤勝一 |
| 1988 | 鶴岡地区2部 | 優勝     | -        | 7        | 6        | 1        | 0        | -                  |                    | 加藤勝一 |
| 1989 | 山形県      | 優勝     | -        | 8        | 7        | 1        | 0        | 県予選2回戦敗退    | 県予選決勝敗退     | 加藤勝一 |
| 1990 | 東北        | 優勝     | 26       | 14       | 12       | 2        | 0        | 1回戦敗退          | 東北予選2回戦敗退  | 田代正信 |
| 1991 | 東北        | 優勝     | 28       | 14       | 14       | 0        | 0        | 1回戦敗退          | ベスト8            | 田代正信 |
| 1992 | 東北        | 優勝     | 24       | 14       | 11       | 2        | 1        | 1回戦敗退          | 東北予選準決勝敗退 | 田代正信 |
| 1993 | 東北        | 優勝     | 27       | 14       | 13       | 1        | 0        | 東北予選準決勝敗退 | 2回戦敗退          | 田代正信 |
| 1994 | JFL         | 13位     | -        | 30       | 10       | -        | 20       | 1回戦敗退          | -                  | 杉澤直樹 |
| 1995 | JFL         | 10位     | 41       | 30       | 13       | -        | 17       | 東北予選決勝敗退   | -                  | 石崎信弘 |
| 1996 | JFL         | 8位      | 49       | 30       | 16       | -        | 14       | 3回戦敗退          | -                  | 石崎信弘 |
| 1997 | JFL         | 5位      | 56       | 30       | 19       | -        | 11       | 3回戦敗退          | -                  | 石崎信弘 |
| 1998 | JFL         | 3位      | 64       | 30       | 22       | -        | 8        | 4回戦敗退          | -                  | 石崎信弘 |

## スタジアム

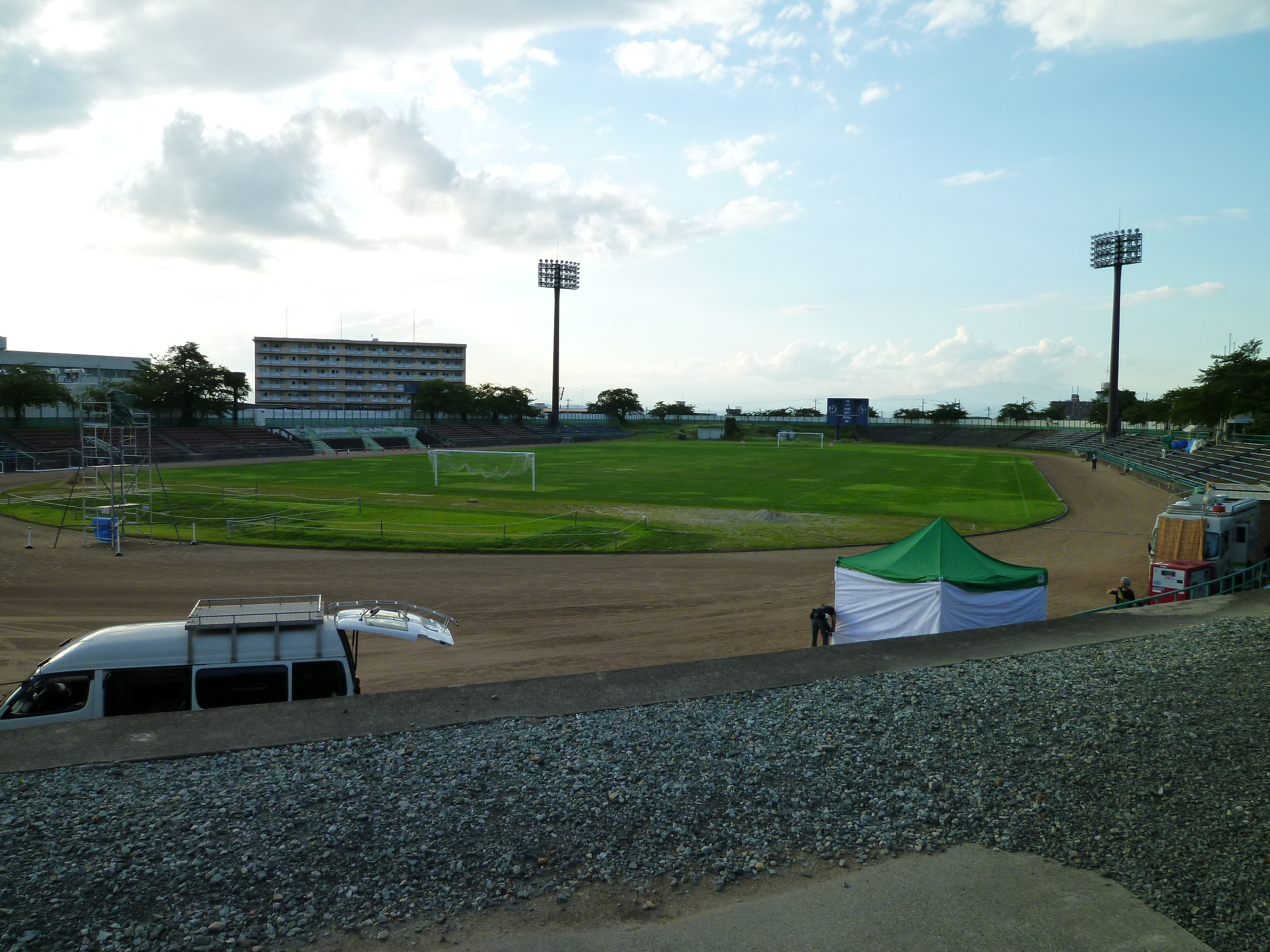
山形市陸上競技場

- 山形県総合運動公園陸上競技場 (1994年及び1996年以降の本拠地)
- 山形市陸上競技場 (1995年に山形県総合運動公園陸上競技場の改修期間に伴い、本拠地として使用)
- 鶴岡市小真木原陸上競技場
- 山形県野球場 (1994年のみ使用)
- 山形県あかねヶ丘陸上競技場（1995年のみ使用）

| シーズン | 山形県 | 山形市 | 鶴岡 | 山形球場 | 山形あかね |
| -------- | ------ | ------ | ---- | -------- | ---------- |
| 1994     | 6      | 4      | 2    | 3        | 0          |
| 1995     | 0      | 11     | 3    | 0        | 1          |
| 1996     | 7      | 6      | 2    | 0        | 0          |
| 1997     | 8      | 5      | 2    | 0        | 0          |
| 1998     | 9      | 3      | 3    | 0        | 0          |

## タイトル

### チーム

#### リーグ戦
- 東北社会人サッカーリーグ
  - 優勝（4回）：1990, 1991, 1992, 1993
- 山形県社会人サッカーリーグ
  - 優勝（1回）：1989

#### その他
- 全国地域サッカーリーグ決勝大会
  - 準優勝（1回）：1993（第17回）
  - 3位（1回）：1992（第16回）
  - 4位（1回）：1991（第15回）

### 個人
JFL新人王　
　佐藤由紀彦（1998）
JFLベストイレブン　
　若松大樹（1998）、佐藤由紀彦（1998）
JFLオールスターサッカー出場
　鈴木克美（1994・1996・1998）、宮武太（1995）、本街直樹（1996・1997）、アンジェロ（1997）、若松大樹（1998）、シジクレイ（1998）
JFLオールスターサッカー最優秀選手
　アンジェロ（1997）

## 記録（JFL)

### 通算対戦成績
| 対戦相手                                | 勝 | 敗 | 備考               |
| --------------------------------------- | -- | -- | ------------------ |
| コンサドーレ札幌（東芝）                | 4  | 4  |                    |
| 大塚FCヴォルティス徳島（大塚製薬）      | 3  | 7  | 現徳島ヴォルティス |
| 柏レイソル                              | 0  | 2  |                    |
| 川崎フロンターレ（富士通/富士通川崎）   | 5  | 5  |                    |
| セレッソ大阪                            | 0  | 2  |                    |
| 東京ガス                                | 3  | 7  | 現FC東京           |
| 福岡ブルックス（藤枝ブルックス）        | 0  | 4  | 現アビスパ福岡     |
| 京都パープルサンガ                      | 1  | 3  | 現京都サンガF.C.   |
| 本田技研                                | 6  | 4  | 現Honda FC         |
| 鳥栖フューチャーズ（PJMフューチャーズ） | 1  | 5  |                    |
| コスモ四日市（コスモ石油）              | 3  | 3  |                    |
| ヴィッセル神戸（川崎製鉄）              | 2  | 4  |                    |
| 大宮アルディージャ（NTT関東）           | 7  | 3  |                    |
| 西濃運輸                                | 7  | 1  |                    |
| ヴァンフォーレ甲府（甲府クラブ）        | 6  | 4  |                    |
| 福島FC                                  | 4  | 2  |                    |
| ブランメル仙台                          | 4  | 4  | 現ベガルタ仙台     |
| デンソー                                | 4  | 2  | 現FC刈谷           |
| 大分トリニティ                          | 5  | 1  | 現大分トリニータ   |
| サガン鳥栖                              | 3  | 1  |                    |
| ジャトコ                                | 4  | 0  |                    |
| 水戸ホーリーホック                      | 4  | 0  |                    |
| ソニー仙台                              | 2  | 0  |                    |
| アルビレックス新潟                      | 1  | 1  |                    |
| 国士舘大学                              | 2  | 0  |                    |

### チーム記録

#### 最多得点試合
| 得点数 | スコア | シーズン | 節 | H/A | 対戦相手       |
| ------ | ------ | -------- | -- | --- | -------------- |
| 6      | 6-1    | 1995     | 11 | A   | 福島FC         |
| 6      | 6-3    | 1998     | 2  | A   | ジャトコ       |
| 6      | 6-1    | 1998     | 28 | H   | ソニー仙台     |
| 5      | 5-0    | 1995     | 7  | A   | ブランメル仙台 |
| 5      | 5-0    | 1996     | 27 | A   | 福島FC         |
| 5      | 5-0    | 1998     | 30 | H   | ジャトコ       |

#### 最多連勝
| 連勝数 | 期間                | 備考          |
| ------ | ------------------- | ------------- |
| 10     | 1997 27節～1998 6節 | 延長勝ち2含む |
| 10     | 1998 8節～17節      |               |
| 6      | 1997 15節～20節     | 延長勝ち1含む |

#### ホーム最多観客動員数
| 順位 | 観客動員 | シーズン | 節 | 対戦相手           | スタジアム                   |
| ---- | -------- | -------- | -- | ------------------ | ---------------------------- |
| 1    | 15,835   | 1994     | 13 | 柏レイソル         | 山形県野球場                 |
| 2    | 5,290    | 1997     | 15 | サガン鳥栖         | 山形県総合運動公園陸上競技場 |
| 3    | 4,825    | 1998     | 15 | アルビレックス新潟 | 山形県総合運動公園陸上競技場 |

### 個人記録

#### 通算最多試合出場
| 順位 | 試合数 | 選手名          |
| ---- | ------ | --------------- |
| 1    | 135    | 本街直樹        |
| 2    | 128    | 高橋健二        |
| 3    | 108    | 庄司孝          |
| 4    | 102    | 鈴木克美        |
| 5    | 85     | 佐藤淳志        |
| 5    | 85     | アンジェロ      |
| 7    | 82     | ジョン ミョンギ |
| 8    | 80     | 広沢憲二        |
| 9    | 74     | 山田信秀        |
| 10   | 72     | 宮武太          |

#### 通算最多得点数
| 順位 | 得点数 | 選手名       |
| ---- | ------ | ------------ |
| 1    | 48     | アンジェロ   |
| 2    | 21     | 広沢憲二     |
| 3    | 19     | 高橋健二     |
| 4    | 18     | 塩川岳人     |
| 5    | 17     | 庄司孝       |
| 5    | 17     | 真下佐登史   |
| 7    | 14     | 佐藤由紀彦   |
| 8    | 11     | マルキーニョ |
| 8    | 11     | 若松大樹     |
| 10   | 9      | 山田信秀     |
| 10   | 9      | シジクレイ   |

#### シーズン最多得点数
| 順位 | 得点数 | 選手名     | シーズン |
| ---- | ------ | ---------- | -------- |
| 1    | 19     | アンジェロ | 1997     |
| 2    | 17     | アンジェロ | 1995     |
| 3    | 14     | 佐藤由紀彦 | 1998     |
| 4    | 13     | アンジェロ | 1996     |
| 5    | 11     | 塩川岳人   | 1998     |

#### ハットトリック
| 得点数 | 選手名     | シーズン | 節 | 対戦相手 |
| ------ | ---------- | -------- | -- | -------- |
| 3      | アンジェロ | 1996     | 23 | デンソー |
| 3      | 鳴尾直軌   | 1997     | 16 | 西濃運輸 |
| 3      | 若松大樹   | 1998     | 4  | ジャトコ |
| 3      | 真下佐登史 | 1998     | 30 | ジャトコ |

## 歴代ユニフォームスポンサー
| 年度 | 胸 | 背中                | 袖               | パンツ | サプライヤー |
| 1997 | － | 紅花の山形路        | 米エリアYAMAGATA | －     | PUMA         |
| 1998 | － | 四季感動の やまがた | はえぬき         | －     | PUMA         |